# Ablenkfütterung
Ablenkfütterung, auch Ablenkungsfütterung, ist die Fütterung von Wildtieren an einem bestimmten Ort, um sie von anderen Orten fernzuhalten.

## Jagd
Um Wildschäden in den landwirtschaftlichen Flächen vorzubeugen, können im Wald vor allem für Wildschweine Ablenkfütterungen eingerichtet werden. Diese sind nicht mit Wildfütterungen zu verwechseln, die dazu dienen, das Wild in der Notzeit zu versorgen. An Ablenkfütterungen darf kein Wild erlegt werden.

## Zugvögel
In Luchen wird auf abgeernteten Feldern Mais ausgestreut, um die dort auf ihrem Flug zum Überwinterungsort pausierenden Kraniche von der Wintersaat fernzuhalten. Die Tiere fressen bis zu 10 % der Ernte einzelner Felder. Die Ablenkfütterung dient nicht der Fütterung, sondern in erster Linie der Ablenkung.
In Schweden werden jährlich ca. 150 Tonnen Gerste am Südufer des Hornborgasjön ausgestreut, um dort rastende Kraniche von anderen Futterquellen abzulenken.

## Kritik
Ablenkfütterung für Zugvögel ist umstritten. Ein Argument dagegen ist, dass gefütterte Wildtiere sich an die künstlich geschaffenen Nahrungsquellen gewöhnen und so nicht mehr gezwungen sind, sich Futter zu suchen. Ablenkfütterung von Wildschweinen im Wald kann zu unerwünschter Vermehrung der Tiere führen.